# GForge
GForge – wolny fork programu Savane stworzony na potrzeby platformy SourceForge. Jest wydawany na licencji GNU GPL.
Oferuje hosting projektu, kontrolę wersji (CVS i Subversion), śledzenie błędów i wiadomości.
W lutym 2009 kiedy GForge Group skupiła się na rozwijaniu projektu GForge Advanced Server, część programistów rozpoczęła rozwijanie starego wolnego kodu jako FusionForge.

## Historia
W 1999 roku firma VA Linux zatrudniła czterech programistów (m.in. Tima Perdue) do pracy nad projektem SourceForge.org – którego usługi były oferowane za darmo każdemu projektowi Open Source. Gdy uruchomiono serwis 17 października 1999 roku, w bardzo krótkim czasie zanotowano duży wzrost ruchu i liczby użytkowników.
14 stycznia 2000 roku postanowiono upublicznić kod źródłowy – był to chwyt marketingowy pokazujący otwartość SourceForge. Wiele firm zaczęło instalować i używać Savane samodzielnie, a następnie kontaktowało się z VA Linux prosząc o profesjonalne wsparcie i konfigurację oprogramowania. Niestety ceny w ich ofercie były zaporowe w konsekwencji czego, przedsiębiorstwo miało zaledwie kilkoro klientów. Wraz z „pęknięciem bańki internetowej” postanowiono zmienić nazwę firmy na VA Software, a także zamknąć kod źródłowy projektu – była to próba zmuszenia większych przedsiębiorstw do zakupienia licencji.
Zamknięcie kodu źródłowego doprowadziło do fali krytyki ze strony środowiska Open Source – obiecano w pewnym momencie upublicznić kod jednak nigdy to nie nastąpiło.
Jakiś czas później Tim Perdue opuścił VA Software i rozpoczął pracę nad projektem GForge bazującym na ostatniej wolnej wersji Savane, a następnie doprowadził do połączenia z projektem debian-sf, który był utrzymywany przez Rolanda Masa i Christiana Bayle'a.
W lutym 2009 roku na bazie gałęzi GForge GPL Roland Mas, Christian Bayle i wielu innych rozpoczęło rozwijanie forka pod nazwą FusionForge którego celem było odnowienie zaniedbanego kodu GPL, a także połączenie pomniejszych forków w jeden projekt. Niedługo po premierze strony FusionForge.org serwis GForge.org przeszła z silnika GForge GPL (4.x) na GForge AS (5.x). Była to swoista odpowiedź na stworzenie FusionForge, uważa się także, że był to sygnał zakończenia gałęzi GForge GPL.

## GForge Advanced Server
Nowa wersja GForge nazwana GForge Advanced Server (w skrócie GForge AS) została przepisana w oparciu o nowsze koncepcje UML. 21 czerwca 2006 roku nastąpiło pierwsze publiczne wydanie. W przeciwieństwie do poprzednich wersji silnika był on zamkniętym oprogramowaniem – chociaż może być on dowolnie używany (z ograniczeniem liczby projektów). GForge AS jest napisany także z użyciem PHP jednak zaszyfrowany przy użyciu ionCube w celu zabezpieczenia przed czytaniem źródeł projektu, w dalszym ciągu korzysta on z silnika baz danych PostgreSQL (z opcjonalnym wsparciem MySQL i Oracle). Dostępna jest wtyczka dla Eclipse, a także Microsoft Visual Studio – jednak tylko w wersji płatnej, bez wersji testowej.